# Gunde Svan
Gunde Svan (Vansbro, 12 januari 1962) is een voormalig Zweedse langlaufer. Na zijn carrière als langlaufer werd hij trainer en tv-persoonlijkheid in zijn geboorteland. Ook deed hij een aantal jaren aan rallycross.

## Carrière
Svan werd geboren in een klein dorp in de provincie Dalarnas län, in het midden van Zweden, tegen de grens met Noorwegen. Hij begon met langlaufen bij de lokale club. In 1982 deed hij voor het eerst mee aan een wk in Oslo waar hij een 13e plaats haalde op de 15 km. In zijn verdere carrière zou hij zeven keer een wereldtitel halen naast twee zilveren en een bronzen wk-medaille.
Svan nam tweemaal deel aan de Olympische Spelen, in Sarajevo en Calgary. In 1991 deed hij voor het laatst mee aan een wk waar hij afscheid nam met een keer goud en drie keer zilver.
Na het langlaufen was hij een aantal jaren actief in de rallycross. Hij werd eenmaal Zweeds kampioen en wist in een team met Ingvar Carlsson in het Europese circuit een derde plaats te halen. Naast de autosport werd Svan gevraagd als commentator voor langlaufwedstrijden op de Zweedse tv. Dat leidde tot een loopbaan waarbij hij uiteindelijk een eigen programma kreeg; I huvudet på Gunde Svan.
Tussen 2007 en 2009 was Svan teambaas van de Zweedse langlaufploeg.

## Resultaten

### Olympische Spelen
| Jaar | Plaats   | Resultaten                                |
| ---- | -------- | ----------------------------------------- |
| 1984 | Sarajevo | 15 km · 30 km · 50 km · 4x10 km estafette |
| 1988 | Calgary  | 50 km · 4x10 km estafette                 |

1956: Hallgeir Brenden ·
1960: Håkon Brusveen ·
1964: Eero Mäntyranta ·
1968: Harald Grønningen ·
1972: Sven-Åke Lundbäck ·
1976: Nikolaj Bazjoekov ·
1980: Thomas Wassberg ·
1984: Gunde Svan ·
1988: Michail Devjatjarov ·
2002: Andrus Veerpalu ·
2006: Andrus Veerpalu ·
2010: Dario Cologna ·
2014: Dario Cologna ·
2018: Dario Cologna ·
2022: Iivo Niskanen
1924: Thorleif Haug ·
1928: Per-Erik Hedlund ·
1932: Veli Saarinen ·
1936: Elis Wiklund ·
1948: Nils Karlsson ·
1952: Veikko Hakulinen ·
1956: Sixten Jernberg ·
1960: Kalevi Hämäläinen ·
1964: Sixten Jernberg ·
1968: Ole Ellefsæter ·
1972: Pål Tyldum ·
1976: Ivar Formo ·
1980: Nikolaj Zimjatov ·
1984: Thomas Wassberg ·
1988: Gunde Svan ·
1992: Bjørn Dæhlie ·
1994: Vladimir Smirnov ·
1998: Bjørn Dæhlie ·
2002: Michail Ivanov ·
2006: Giorgio Di Centa ·
2010: Petter Northug ·
2014: Aleksandr Legkov ·
2018: Iivo Niskanen ·
2022: Aleksandr Bolsjoenov
1936: Nurmela, Karppinen, Lähde, Jalkanen ·
1948: Östensson, Täpp, Eriksson, Lundström ·
1952: Hasu, Lonkila, Korhonen, Mäkelä ·
1956: Terentjev, Koltsjin, Anikin, Koezin ·
1960: Alatalo, Mäntyranta, Huhtala, Hakulinen ·
1964: Asph, Jernberg, Stefansson, Rönnlund ·
1968: Martinsen, Tyldum, Grønningen, Ellefsæter ·
1972: Voronkov, Skobov, Simasjov, Vedenin ·
1976: Pitkänen, Mieto, Teurajärvi, Koivisto ·
1980: Rotsjev, Bazjoekov, Beljajev, Zimjatov ·
1984: Wassberg, Kohlberg, Ottosson, Svan ·
1988: Ottosson, Wassberg, Svan, Mogren ·
1992: Langli, Ulvang, Skjeldal, Dæhlie ·
1994: Albarello, Vanzetta, De Zolt, Fauner ·
1998: Sivertsen, Jevne, Dæhlie, Alsgaard ·
2002: Alsgaard, Estil, Skjeldal, Aukland ·
2006: Valbusa, Di Centa, Piller Cottrer, Zorzi ·
2010: Richardsson, Olsson, Södergren, Hellner ·
2014: Nelson, Richardsson, Olsson, Hellner ·
2018: Tønseth, Sundby, Krüger, Klæbo ·
2022: Tsjervotkin, Bolsjoenov, Spitsov, Oestjoegov
- Bibsys: 90772525
- International Standard Name Identifier: 0000 0000 5382 6034
- LIBRIS: 288159
- Virtual International Authority File: 39359728
- WorldCat: E39PBJvCK6V7dVj46BdQKCT4MP